# Autoestrada A35 (Itália)
A Autoestrada A35 (também conhecida como BreBeMi) é uma autoestrada da Itália que conecta Milão a Bréscia, passando também pela província de Bérgamo, na região da Lombardia. Inaugurada em 23 de julho de 2014, ela possui 62 km de extensão  e é inteiramente gerida pela sociedade Brebemi, responsável também pelo seu projeto e construção. Ela foi pensada para ser uma alternativa a autoestrada A4, principal conexão viária entre as cidades de Milão e Bréscia, visando um desafogamento do grande tráfego de veículos (ao menos 100 000 diários, com picos de 140 000 por dia).

## Percurso
| BRESCIA - MILANO BreBeMi | |           |
| Tipo                     | Saída | Província |
|                          | Tangenziale Sud di Brescia | BS        |
|                          | Strada provinciale 19 "Concesio-A21 racc" | BS        |
|                          | Milano – Bergamo Venezia Piacenza – Torino Ospitaletto – Montichiari ( Montichiari) | BS        |
|                          | Rovato | BS        |
|                          | Castrezzato | BS        |
|                          | Barriera Chiari est | BS        |
|                          | Chiari ovest | BS        |
|                          | Calcio | BG        |
|                          | Romano di Lombardia SP ex Cremasca (Crema – Piacenza) | BG        |
|                          | Bariano | BG        |
|                          | Caravaggio | BG        |
|                          | Treviglio | BG        |
|                          | Milano – Bologna Milano – Venezia Diramazione Liscate Tangenziale Est di Milano Tangenziale Est esterna di Milano SP 14 Rivoltana (Milano Forlanini – Linate – Rivolta d'Adda) SP 103 Cassanese (Milano Lambrate – Pozzuolo Martesana – Cassano d'Adda) | MI        |